# Tratamiento de la hipertensión arterial
El tratamiento de la hipertensión arterial está destinado a reducir la morbilidad y mortalidad, así como el costo en la sociedad, de la hipertensión arterial, uno de los problemas de salud más frecuentes en el mundo. En algunos casos muy puntuales, la hipertensión arterial puede ser curada, como es el caso de la hipertensión arterial inducida por el embarazo o en pacientes con feocromocitoma. Para la sobrepujante mayoría de individuos diagnosticados con hipertensión arterial, el tratamiento es de por vida y está asociado con una reducción de la incidencia de derrame cerebral de un 35-40%, de infarto agudo de miocardio entre 20-25% y de insuficiencia cardíaca en más de un 50%.
Tanto la hipertensión sistólica aislada (> 140 mmHg / <90 mmHg) como la hipertensión sistólica/diastólica (> 140 mmHg /> 90 mmHg) son los principales factores de riesgo para la aparición de enfermedades cardiovasculares. El tratamiento específico con fármacos antihipertensivos está indicado si las modificaciones en el estilo de vida del hipertenso no reducen la presión sanguínea a valores normales. Los diuréticos y los betabloqueantes reducen la incidencia de eventos adversos relacionados con la enfermedad cerebrovascular, sin embargo, de los dos, los diuréticos son más eficaces en la reducción de eventos relacionados con la enfermedad cardíaca coronaria. Los pacientes así tratados tienen menos probabilidades de desarrollar hipertensión severa o insuficiencia cardíaca congestiva. En la mayoría de los casos, las dosis bajas de diuréticos son los utilizados como terapia antihipertensiva inicial, incluso en los ancianos. Un bloqueador de canales de calcio tipo dihidropiridina de acción prolongada puede ser usado como terapia alternativa en pacientes con hipertensión sistólica aislada. 
En una revisión sistematizada realizada el año 2012, se muestra que el uso de drogas antihipertensivas en el tratamiento de adultos con hipertensión moderada (presión sistólica entre 140 y 159 mmHg o presión diastólica entre 90 y 99 mmHg) y que no han tenido complicaciones cardiovasculares, no reduce la morbilidad ni mortalidad.

## Indicaciones
| Clasificación                                      | Presión sistólica | Presión sistólica | Presión diastólica | Presión diastólica |
| Clasificación                                      | mmHg              | kPa               | mmHg               | kPa                |
| -------------------------------------------------- | ----------------- | ----------------- | ------------------ | ------------------ |
| Normal                                             | 90–119            | 12–15.9           | 60–79              | 8.0–10.5           |
| Elevada                                            | 120–129           | 16.0–17.2         | <80                | <10.7              |
| Fase 1                                             | 130–139           | 17.3–18.5         | 80–89              | 10.7–11.9          |
| Fase 2                                             | ≥140              | ≥18.7             | ≥90                | ≥12                |
| Hipertensión sistólica aislada                     | ≥140              | ≥18.7             | <90                | <12                |
| Fuente: American Heart Association y otros (2017). |                   |                   |                    |                    |

Se indica tratamiento para la hipertensión a:
- Pacientes con cifras tensionales diastólicas mayores de 90 mmHg o sistólica mayores de 140 mmHg en mediciones repetidas;
- Pacientes con una tensión diastólica <89 mmHg con una tensión sistólica mayor de 160 mmHg;
- Pacientes con una tensión diastólica de 85 a 90 mmHg que tengan diabetes mellitus o con arteroesclerosis vascular demostrada.

El séptimo comité sugiere como línea inicial medicamentosa para la hipertensión las siguientes estipulaciones:
1. Pacientes pre-hipertensos, es decir, con una presión arterial de 120-139/80-89: no se indican medicamentos.
2. Hipertensión arterial estadio 1 (140-159/90-99): diuréticos tipo tiazida se recomiendan para la mayoría de los pacientes. Los IECA, ARA-II, beta bloqueantes, bloqueante de los canales de calcio o una combinación de éstos puede que sea considerada.
3. Hipertensión arterial estadio 2, con una presión arterial mayor de 160/100: combinación de dos fármacos, usualmente un diurético tiazida con un IECA, ARA-II, beta bloqueante o BCC.

Además del tratamiento medicamentoso, en todos los pacientes (independientemente del estadio), se procurará ajustar los hábitos modificables anteriormente señalados.

## Terapia no farmacológica
El tratamiento integral de la hipertensión arterial deberá sustentarse en las medidas no farmacológicas y en un moderado apoyo farmacológico. Los pacientes prehipertensos o que no califiquen para recibir tratamiento específico deben ajustar sus hábitos modificables, entre ellos:
- Pérdida de peso en casos de sobrepeso u obesidad, fundamentalmente con ejercicio y con una dieta rica en frutas, vegetales y productos lácteos libres de grasa;[5][6]
- Limitación del consumo de licor y bebidas alcohólicas a no más de 30 ml de etanol diarios en varones (es decir, 720 mL [24 oz] de cerveza, 300 mL [10 oz] de vino, 60 mL [2 oz] de whisky) o 15 mL (0.5 oz) de etanol por día en mujeres o en varones con peso más liviano;[7]
- Reducción de la ingesta de sal a no más de 2,4 gramos de sodio o 6 gramos de cloruro de sodio;[8][9]
- Mantener una ingesta adecuada de potasio en la dieta (frutas y vegetales);[8]
- Mantener una ingesta adecuada de calcio y magnesio;[10]
- Cesar el consumo de cigarrillos u otras formas de nicotina y cafeína y reducir la ingesta de grasas saturadas y colesterol.[11]

Se ha propuesto el uso de la vitamina C, de los ácidos grasos omega 3, de la coenzima Q10 y del magnesio para reducir la presión arterial. Sin embargo, ninguno fue respaldado por estudios bien diseñados, controlados y aleatorios.
La meditación incluye una variedad de técnicas, como la repetición de una palabra o frase (el mantra) y el prestar cuidadosa atención al proceso de la respiración, para lograr un estado de calma interior, el desapego y el enfoque emocional. La meditación ha demostrado reducir la presión arterial al reducir el estrés del sujeto en un estudio bien diseñado que abordó niveles basales adecuados de presión arterial, aunque otros estudios han sido hasta hora inconsistentes en sus conclusiones. La meditación puede tener otros beneficios y no parece que sea dañina, excepto para pacientes con psicosis.

## Crisis hipertensivas agudas
El principio fundamental en la determinación de los cuidados necesarios del paciente en crisis hipertensiva es la presencia o ausencia de disfunción de órganos diana. Por medio de los antecedentes del paciente, de la exploración física, estudios de laboratorio y pruebas de diagnóstico se determinará si existe disfunción de órganos diana. 

### Urgencia hipertensiva
Los pacientes en crisis hipertensiva sin evidencia de disfunción de órganos diana pueden ser dados de alta con seguimiento ambulatorio. La creencia general es que nunca se debe dar de alta a un paciente con urgencia hipertensiva con una presión sanguínea alta. Como resultado de esta creencia, los pacientes reciben medicamentos por vía oral, como la nifedipina, en un esfuerzo por reducir rápidamente la presión arterial antes de su alta médica. Tal abordaje no está indicado y puede ser peligroso para el paciente. 
Los intentos de reducir temporalmente la presión arterial mediante el uso de estos medicamentos puede resultar en una caída de la presión arterial en picada y difícil de corregir. Si tal es el caso, resulta inminente la hipoperfusión de los órganos diana. Además, los pacientes asintomáticos o con molestias inespecíficas que presentan con presión arterial elevada pueden haber tenido tal elevación por algún tiempo, bien sea por no haber sido diagnosticada o por tener un manejo inadecuado y puede que sea necesario el control a largo plazo de la presión arterial (PA) y no logren tolerar un retorno rápido de la PA a un nivel "normal".
Frecuentemente, la crisis hipertensiva no es una complicación de la hipertensión arterial crónica sino de enfermedades que como la epistaxis, el síndrome vertiginoso, el accidente vascular oclusivo, la isquemia placentaria y patologías asociadas a dolor intenso y/o a ansiedad que son capaces de producir alzas de la presión arterial en normotensos, y exacerbar la hipertensión de base en hipertensos conocidos.
No existen evidencias que la reducción súbita de la PA en la estrecha ventana de una visita a la sala de emergencias mejore la morbilidad y las tasas de mortalidad a largo plazo.

### Emergencia hipertensiva
Los pacientes con daños a órganos diana suelen requerir el ingreso hospitalario y el descenso rápido de la PA por medio del uso de medicamentos por terapia intravenosa. Los medicamentos sugeridos para estos casos dependen del sistema de órganos afectados. Incluso en casos de emergencias hipertensivas, la presión arterial no debe ser reducida a niveles normales. 
La reducción rápida de la presión arterial por debajo de los rangos de autorregulación del cerebro, riñón y/o de las arterias coronarias resultan en una marcada reducción del flujo sanguíneo a estos órganos, que puede dar lugar a isquemia e infarto.
En general, el presión arterial media debe ser minimizada, pero no más de un 20% en la primera hora de tratamiento. Si el paciente se mantiene estable, con contadas excepciones se indica reducir la presión arterial hasta 160/100-110 mmHg en las siguientes 2-6 horas. Estos niveles de presión arterial se consiguen mejor mediante una infusión continua de un fármaco antihipertensivo de acción corta, por vía parenteral, junto con la constante monitorización del individuo.

#### Emergencias neurológicas
- Encefalopatía hipertensiva[18]
  - medicamentos de primera línea: labetalol, nicardipino, esmolol
  - medicamentos con precauciones o contraindicados: nitroprusiato, hidralazina
  - pautas del tratamiento: Reducir la presión arterial media (PAM) en un 25% en más de 8 horas.

- derrame cerebral isquémico agudo[19]
  - medicamentos de primera línea: labetalol, nicardipino
  - pautas del tratamiento: retener medicamentos antihipertensivos a menos que la presión arterial sistólica (PAS) sea >220 mmHg o la presión arterial diastólica (PAD) sea >120 mmHg paciente a menos que esté recibiendo fibrinólisis, posteriormente, los objetivos de PA: PAS <185 mmHg y <110 mmHg PAD. Después del tratamiento con fibrinólisis, la PAS debe mantenerse <180 mmHg y PAD <105 mm Hg durante 24 horas.

- Hemorragia intracerebral aguda[20]
  - medicamentos de primera línea: labetalol, nicardipino, esmolol
  - medicamentos con precauciones o contraindicados: nitroprusiato, hidralazina
  - pautas del tratamiento: Tratamiento basado en la clínica y pruebas radiográficas de la existencia de un aumento de la presión intracraneal (PIC). Si se evidencian signos de aumento de la PIC, mantener la PAM justo por debajo de 130 mm Hg (o <180 mm Hg SBP) por las primeras 24 horas después del inicio de la terapéutica. Los pacientes sin aumento de la PIC, se mantiene la PAM <110 mm Hg (o PAS <160 mm Hg) durante las primeras 24 horas después de la aparición de los síntomas. Evidencias recientes demostraron que el control intensivo temprano de la presión arterial se tolera bien y puede reducir la extensión del hematoma en pacientes tratados dentro de las 6 primeras horas después del inicio de una hemorragia intracerebral.

- Hemorragia subaracnoidea[21]
  - medicamentos de primera línea: nicardipino, labetalol, esmolol
  - medicamentos con precauciones o contraindicados: nitroprusiato, hidralazina
  - pautas del tratamiento: Mantener PAS <160 mm Hg hasta que el aneurisma es tratado o ocurre vasoespasmo cerebral. La nimodipina por vía oral se usa para prevenir las deficiencias neurológicas isquémicas tardías, pero no está indicado para el tratamiento agudo de la hipertensión.

#### Emergencias cardiovasculares
- Disección aórtica 
  - medicamentos de primera línea: labetalol, nicardipino, nitroprusiato (con beta-bloqueante), esmolol, sulfato de morfina
  - medicamentos con precauciones o contraindicados: evitar los beta-bloqueantes si hay insuficiencia valvular aórtica o sospecha de taponamiento cardíaco.
  - pautas del tratamiento: Mantener la PAS <110 mm Hg, a menos que los signos de hipoperfusión de los órganos diana están presentes. El tratamiento de elección incluye una combinación de analgésicos narcóticos (sulfato de morfina), bloqueadores beta-(labetalol, esmolol) y vasodilatadores (nicardipino, nitroprusiato). bloqueadores de los canales del calcio (verapamilo, diltiazem) son una alternativa a los betabloqueantes.

- Síndrome coronario agudo
  - medicamentos de primera línea: betabloqueantes, la nitroglicerina
  - pautas del tratamiento: Tratar si PAS> 160 mm Hg y / o PAD> 100 mm Hg. Reducir la PA en un 20-30% del valor basal. Los trombolíticos están contraindicados si la PA es> 185/100 mm Hg.

- insuficiencia cardiaca aguda 
  - medicamentos de primera línea: nitroglicerina, enalaprilato
  - pautas del tratamiento: El tratamiento con vasodilatadores (junto con diuréticos) para PAS ≥ 140 mm Hg. IV o la nitroglicerina sublingual es el agente de preferencia.

#### Otros trastornos
- toxicidad por la cocaína/feocromocitoma
  - medicamentos de primera línea: El diazepam, fentolamina, nitroglicerina/nitroprusiato
  - medicamentos con precauciones o contraindicados: los antagonistas beta-adrenérgicos antes de la administración de fentolamina
  - pautas del tratamiento: la hipertensión arterial y taquicardia de la toxicidad de la cocaína rara vez requieren tratamiento específico. Antagonistas alfa-adrenérgicos (fentolamina) son los agentes preferidos para asociados a síndromes coronarios agudos. Las pautas del tratamiento del feocromocitoma son similares a los de la intoxicación por cocaína. Los bloqueadores beta se pueden agregar para control de la PA sólo después de la alfa-bloqueo.

- Preeclampsia/eclampsia
  - medicamentos de primera línea: hidralazina, labetalol, nifedipina
  - medicamentos con precauciones o contraindicados: Nitroprusiato, convertidora de la angiotensina inhibidores de la enzima, esmolol
  - pautas del tratamiento: En las mujeres con eclampsia o preeclampsia, PAS debe ser <160 mm Hg y PAD <110 mm Hg en el preparto y los períodos durante el parto. Si el recuento de plaquetas <100.000 células mm³ BP debe mantenerse por debajo de 150/100 mm Hg. Los pacientes con eclampsia o preeclampsia también deben ser tratadas con sulfato de magnesio IV para evitar las convulsiones. El manejo de estas pacientes ocurre en una unidad con monitoreo materno y fetal continuo (frecuencia cardíaca fetal, movimientos fetales, líquido amniótico, flujo de las arterias umbilicales y cerebrales), que permita detectar complicaciones maternas o sufrimiento fetal agudo para una rápida toma de decisiones por el obstetra.

- Hipertensión preoperatoria 
  - medicamentos de primera línea: nitroprusiato, nitroglicerina, esmolol
  - pautas del tratamiento: El objetivo perioperatorio BP con una precisión de 20% del valor basal del paciente BP, excepto si hay la posibilidad de hemorragia arterial en peligro la vida. beta-bloqueantes perioperatorios son de primera elección en pacientes sometidos a procedimientos vasculares o en pacientes con un riesgo intermedio o alto de complications.

## Pacientes diabéticos
La hipertensión arterial es una situación comórbida que se presenta en el 50% de los pacientes con diabetes mellitus tipo 1 y 2. Varios consensos internacionales recomiendan que el objetivo de presión arterial en pacientes con diabetes mellitus tipo 2 debe ser menor de 130/85 mmHg. La Asociación Americana de Diabetes (ADA) recomienda además que la presión arterial de pacientes diabéticos sea medida en cada cita con su especialista de salud. Los pacientes con diabetes y una presión arterial sistólica entre 130 y 139 mmHg o presión arterial diastólica entre el 80 y 89 mmHg deben realizar modificaciones de estilo de vida en la misma manera que un paciente hipertenso no diabético. Los pacientes que no logran reducir su presión arterial por debajo a 130/85 mmHg con modificaciones del estilo de vida son tratados con terapia farmacológica antihipertensiva de manera gradual. No se recomienda una reducción de la presión arterial diastólica de manera muy brusca o a valores menores de 60 mmHg, especialmente en pacientes con enfermedades coronarias coexistentes.

### Inhibidores de la ECA
Los inhibidores de la enzima convertidora de angiotensina pertenecen a un grupo de medicamentos que previenen o retrasan las complicaciones microvasculares y macrovasculares de la diabetes y se recomiendan como primera línea de fármacos antihipertensivos en los pacientes con diabetes. Los inhibidores de la ECA retrasan la progresión de la nefropatía diabética y son más eficaces que otros medicamentos retrasando la aparición de insuficiencia renal (es decir, una tasa de filtración glomerular menor a 15 mL/min por 1,73 m² de superficie corporal o necesidad irreversibel de diálisis). Por ejemplo, se ha demostrado que pacientes con diabetes y al menos otro factor de riesgo cardiovascular con tratamiento a base de 10 mg de ramipril al día presentaban índices mucho más bajos de mortalidad como resultado de infarto de miocardio, accidente cerebrovascular u otros eventos cardiovasculares. Se lograron resultados comparables con el enalapril y fosinopril.
Los IECA y los antagonistas de los receptores de angiotensina son la primera línea para los pacientes con diabetes y concomitante enfermedad renal en estadios 1 al 4. En pacientes diabéticos con enfermedad renal, los inhibidores de la ECA y los antagonistas de los receptores de angiotensina pueden causar una reducción transitoria de la TFG y un consiguiente aumento de los niveles de creatinina sérica. Siempre que las elevaciones transitorias sean menores de 30% por encima del valor inicial de la TFG, se asocian paradójicamente con la preservación posterior de la función renal y tal aumento transitorio no debe ser considerado motivo para el cese del tratamiento. Un aumento agudo en el nivel de creatinina sérica mayor de 30 por ciento o el desarrollo de hiperpotasemia es indicación para la reducción de la dosis o la interrupción del tratamiento con los IECA o el antagonista de los receptores de angiotensina.

### Antagonistas del RA-II
Al igual que los inhibidores de la ECA, los antagonistas de los receptores de angiotensina II reducen las complicaciones de la diabetes, incluyendo la progresión a la enfermedad renal, por lo que ambos son los agentes preferidos para controlar la hipertensión en pacientes con diabetes mellitus. Se ha demostrado, por ejemplo, que el termisartán previene las reducciones en la tasa de filtración glomerular en la misma medida que lo hace el enalapril. Sin embargo, aunque estudios con ARA-II como el losartán demuestran que son eficaces en retardar significativamente la aparición de insuficiencia renal en pacientes con diabetes tipo 2, hipertensión y albuminuria, no producen reducción significativa en la mortalidad en comparación con pacientes que toman placebo. Debido a su alto costo y la falta de beneficio científicamente demostrada en la reducción de las tasas de mortalidad en pacientes con diabetes y enfermedad renal, los ARA-II deben reservarse para pacientes que no toleran los inhibidores de la ECA.
Los efectos renoprotectores de los IECA y los ARA II son independiente del grado de control de la presión arterial. Por lo tanto, la combinación de un inhibidor de la ECA y un ARA-II es una opción en pacientes cuidadosamente seleccionados que, a pesar de una presión arterial controlada, cursan con albuminuria persistente. Aunque esta combinación de fármacos tiene un efecto mayor antiproteinúrico que cada uno por separado, no hay evidencias de que tal combinación medicamentosa mejore el desenlace de un paciente diabético que lo haría cada fármaco por separado o en combinación con otras drogas antihipertensivas. A tal efecto, la combinación ARA II con IECA en nefropatía diabética ha sido poco estudiada.

### Diuréticos
La resticción de sal y los diuréticos tipo tiazida, ya sea como monoterapia o como parte de un régimen combinado, son beneficiosos en el tratamiento de la hipertensión en pacientes con diabetes. La efectividad de los diuréticos tiazídicos como la clortalidona en la reducción de las tasas de la enfermedad coronaria mortal, los infartos cardíacos no mortales, y la tasa bruta de mortalidad en pacientes con diabetes resulta comparable con los IECA como el lisonipril y los ARA-II como la amlodipina. Los pacientes diabéticos tratados con tiazidas tienen una menor incidencia de insuficiencia cardíaca. Los diuréticos tiazídicos son menos eficaces en pacientes con disminución de la función renal. Aquellos con una TFG menor de 50 mL/min por 1,73 m² de superficie corporal pueden requerir de un diurético de asa. Las alteraciones metabólicas son un potencial desafío con el uso de diuréticos tiazídicos. A dosis elevadas se han asociado con elevaciones del nivel sanguíneo de colesterol y triglicéridos y la pérdida en el control de los niveles de glucosa en sangre. Sin embargo, cuando se utilizan en dosis bajas o moderadas (por ejemplo, hasta 25 mg de hidroclorotiazida por día) se ha seguido de una reducción de los eventos, el riesgo de alteraciones significativas en el metabolismo de la glucosa es mínima y se pueden evitar el desarrollo de hipokaliemia.

### Bloqueadores beta
Los betabloqueantes son un complemento útil para la terapia combinada es necesaria para lograr el objetivo de presión arterial en pacientes con diabetes, a pesar de que ejercen unos claros efectos negativos sobre el metabolismo de los carbohidratos, especialmente asociados a diuréticos. Estos agentes tienen efectos antihipertensivos adicionales cuando se combina con inhibidores de la ECA en pacientes con una frecuencia cardiaca basal superior a 84 latidos por minuto. Los betabloqueantes, asociados a IECAs, ARA II o diuréticos, son de indicación inequívoca en pacientes con cardiopatía isquémica o con insuficiencia cardiaca.
Existe la preocupación de que los betabloqueantes causen enmascaramiento de las crisis hipoglicemiantes y la posible exacerbación de la enfermedad vascular periférica, altamente prevalente en pacientes diabéticos. Sin embargo, el estudio UKPDS-39 mostró que no hubo diferencia en las tasas de episodios de hipoglucemia menores o mayores en pacientes tratados con atenolol en comparación con aquellos tratados con captopril (un IECA).
El carvedilol es el betabloqueante menos probable en empeorar la sensibilidad a la insulina en pacientes con diabetes. Esto se ha atribuido a los efectos vasodilatadores asociados con sus propiedades alfa-bloqueantes. Sin embargo, no se sabe si los efectos metabólicos más leves del carvedilol se acompañen con una reducción de la morbilidad y mortalidad del individuo.

### Calcio antagonistas
Las dihidropiridinas que son antagonistas de los canales de calcio (ACC) reducen los eventos cardiovasculares en pacientes con diabetes e hipertensión, sin embargo, sus efectos suelen ser inferiores a otros agentes antihipertensivos.
Los ACC no dihidropiridínicos son menos eficaces que los inhibidores de la ECA y los ARA-II en retardar la progresión de la nefropatía diabética. Es por ello que debe reservarse el uso de los ACC para pacientes que no toleran los agentes de primera línea.
Hay una revisión actualizada de la Cochrane Library en la que compara la evidencia de los distintos fármacos en el tratamiento de la HTA.

## Pacientes ancianos
Tanto la hipertensión sistólica aislada (>140 mmHg/<90 mmHg) y la sistólica/diastólica (>140 mmHg/>90 mmHg) son los principales factores de riesgo para enfermedades cardiovasculares en los ancianos. Para los años 1970 e incluso 1980, se puso en duda si el tratamiento antihipertensivo podía mejorar el pronóstico en el anciano y muchos médicos eran poco propensos incluso a intentar reducir la presión arterial elevada. El paciente de edad avanzada debe seguir las mismas directrices que en el hipertenso joven en cuanto a dieta, ejercicio, tabaquismo y otras modificaciones en el estilo de vida. El tratamiento específico con fármacos antihipertensivos se indica si los cambios en el estilo de vida no reducen la presión sanguínea a un nivel normal.
Los diuréticos y los betabloqueantes reducen la incidencia de eventos adversos relacionados con la enfermedad cerebrovascular, sin embargo, los diuréticos son más eficaces en la reducción de eventos relacionados con la enfermedad cardíaca coronaria. Los pacientes así tratados tienen menos probabilidades de desarrollar hipertensión severa o insuficiencia cardíaca congestiva. En la mayoría de los casos, se indican dosis bajas de diuréticos tiazídicos como la hidroclorotiazida de 12,5 mg o la clortalidona a la misma dosis, como terapia inicial antihipertensiva por su eficacia indudable en los ancianos hipertensos. Un calcio antagonista de acción prolongada tipo dihidropiridina se indica como terapia alternativa en pacientes ancianos con hipertensión sistólica aislada. Aún se están llevando a cabo ensayos para evaluar los efectos a largo plazo de los inhibidores de la enzima convertidora de angiotensina y los bloqueadores del receptor de la angiotensina-II en pacientes ancianos con hipertensión no complicada.
Existe el mito de que la tensión baja al nivel del mar y sube cuando está en sitios de altitud montañosa. Esto ocurre muy infrecuentemente, con la tensión arterial controlada el anciano puede seguir viajando y no le debe preocupar el hecho de ir a visitar sitios de montaña o lugares que estén cerca del mar.

## Pacientes pediátricos
En la medida posible, el tratamiento de la hipertensión debería analizar la causa y corregirla. Por ejemplo, se puede requerir cirugía para niños con hipertensión vascular renal severa, hipoplasia renal segmentaria, coartación de la aorta, un tumor de Wilms o feocromocitoma. Así, las medidas intervencionistas por cateterismo cardíaco se indican para el tratamiento de la coartación de la aorta y la dilatación con balón puede aliviar con éxito numerosos casos de estenosis discreta de la arteria renal. Cuando se diagnostican trastornos respiratorios del sueño, la pérdida de peso, la amigdalectomía y la adenoidectomía y/o el uso de presión positiva continua de aire puede mejorar el sueño del paciente y, como consecuencia, mejorar la presión arterial. Las medidas no farmacológicas son importantes en el tratamiento de los pacientes pediátricos con hipertensión arterial, independientemente de su etiología o la gravedad. En los niños con hipertensión leve o moderada, este enfoque puede ser suficiente para bajar la presión arterial hasta los valores normales. 
Se reserva las modalidades terapéuticas con fármacos para aquellos niños y adolescentes que tienen causas irremediables de hipertensión esencial o hipertensión. En general, el tratamiento de la hipertensión crónica requiere conocimientos especializados que rara vez se dispone en el pediatra general. Por lo tanto, los pacientes suelen ser referidos a los médicos que se especializan en el tratamiento de niños con hipertensión arterial. 